# Arapul lui Petru cel Mare
Arapul lui Petru cel Mare (rusă Арап Петра Великого) este un roman al scriitorului rus Aleksandr Pușkin, început în 1827 și neterminat, din motive necunoscute.
Pușkin a început să lucreze la acest roman în vara anului 1827. La baza subiectului romanului se află amintirile de familie ale lui Pușkin despre A. P. Hannibal, străbunicul din partea mamei, unul dintre tovarășii de arme ai lui Petru I. Poetul și-a îndreptat atenția asupra epocii lui Petru I și a personalității țarului-reformator. În roman trebuia să fie oglindită și răscoala streliților. Tema răscoalei streliților și istoria romantică a dragostei dintre fiica de boier și tânărul fiu al unui strelit este atinsă de Pușkin în planurile și schițările povestirii despre strelit și fiica de boier, care s-au păstrat. Lucrând la roman, Pușkin a folosit materiale istorice ale lui Golicov „Faptele lui Petru cel Mare” și schițele despre „Moravurile rușilor sub Petru I” ale decembristului A. S. Cornilovici, publicate în almanahul „Rusia de altădată pe anul 1825”.
În primăvara anului 1828, Pușkin a citit prietenilor săi, la Petersburg, fragmente din roman. La sfârșitul lui martie, P. A. Viazemski scria poetului I. I. Dimitriev: 
„Pușkin ne-a citit câteva capitole din romanul său în proză, al cărui erou este străbunicul său, Hannibal; printre personagii este zugrăvită figura de titan a lui Petru cel Mare, care pare prinsă just și viu, judecând cel puțin după primele schițe. Descrierea unui bal la Petersburg și a unui prânz în timpul domniei lui Petru este sugestivă și firească.”
În timpul vieții lui Pușkin au fost publicate în „Literaturnaia gazeta” (1830) și în almanahul „Severnâie țvetî” pe  1829, numai două fragmente din roman, care au fost apoi republicate în culegerea „Povestiri, editate de Aleksandr Pușkin” (1834) sub titlul: „Două capitole dintr-un roman istoric: 1) Bal sub domnia lui Petru I, 2) Prânzul unui boier rus”. Data și cauzele pentru care Pușkin a încetat să lucreze la acest roman nu se cunosc. 
Pușkin însuși n-a dat un titlu general romanului; a fost intitulat „Arapul lui Petru cel Mare” după moartea poetului, de către succesorii săi de la redacția revistei „Sovremennic”, în care romanul a și fost publicat în anul 1837. Pușkin a pregătit pentru acest roman niște epigrafe, pe care le-a scris pe o singură pagină, fără a indica repartizarea lor pe capitole. Acest lucru a fost făcut de redacția ediției academice.